# Leilaster spinulosus
Leilaster spinulosus is een zeester uit de familie Leilasteridae.
De wetenschappelijke naam van de soort werd in 1985 gepubliceerd door Aziz & Jangoux.